# シジマール・アントニオ・マルチンス
シジマール・アントニオ・マルチンス（Sidmar Antônio Martins、1962年6月13日 - ）は、ブラジル出身の元サッカー選手・サッカー指導者。ポジションはゴールキーパー。
1993年に日本に渡り、Jリーグを代表するGKとして活躍した。現役引退後はサッカー指導者として活動している。

## 来歴

### 選手時代
サンパウロ州サン・ジョゼー・ド・リオ・プレトで生まれ、幼少時から好んでゴールキーパーとしてプレーする。14歳のときにサンパウロFCのテストに合格し、17歳のときにグアラニFCとプロ契約。U-20ブラジル代表に選出され1981年の南米ユース選手権に準優勝、1983年のトゥーロン国際大会に優勝した。キンゼ・デ・ピラシカーバへ移籍後、1988年はECバイーアへと貸し出され、同年のブラジル全国選手権に優勝した。その後はポルトゥゲーザ、再びキンゼ・デ・ピラシカーバと移籍した。
ポルトゥゲーザ時代に監督だったエメルソン・レオンから直接連絡を受け、ゴールキーパーコーチとして来日したが、現役に復帰。レギュラーとして活躍した。1993年7月に日本の清水エスパルスと契約。2ndステージ第2節でデビューすると、第3節から6試合連続で無失点に抑えた。清水は1stステージに18試合25失点したが、シジマールが加入した2ndステージでは18試合9失点となり、ステージ優勝争いを演じた。サッカーマガジンの2ndステージにおいての全選手の採点では、6.65でビスマルクと並んで最高得点を記録した。同シーズンに達成した731分間連続無失点は、長らくJ1の無失点記録だった（2021年にミッチェル・ランゲラックが823分で更新。またJリーグ記録としては、2006年に横浜FCのGK菅野孝憲がJ2で770分を記録）。
清水は1994年の1stステージでは優勝争いをするも、2ndステージに監督がレオンからリベリーノに代わり、FWジャウミーニャが加入すると、シジマールは外国人枠の関係上構想から外れ、控えに回っていた真田雅則が再びレギュラーとなった。1994年10月17日に退団記者会見を行い、その5日後の試合後に退団セレモニーが行われた。退団発表から間もなく清水サポーターにより彼の復帰を求める署名運動が起こり、1995年シーズン前にはGKコーチ兼任で復帰した。1995年4月26日の大宮サッカー場における浦和レッドダイヤモンズ対清水エスパルスにおいて、シジマールの行動を過度な挑発であると解釈した浦和サポーターたちが激怒し物を投げ込むなどでスタジアムが混乱した為、事態収拾の為に衆目で土下座する事件が起きた。
日本ではリーグ戦61試合、カップ戦7試合、天皇杯4試合に出場した。

### 引退後
現役引退後は2003年から2006年3月まで静岡県菊川市の国際開洋第一高等学校サッカー部コーチを務めた。その後はプーマサッカークリニックの講師を経て、静岡県西部1部リーグに所属するVOLARE FC（現・浜松シティF.C）の監督に就任するとともに大阪学院大学サッカー部の特別コーチも務めた。2009年からは柏レイソルのGKコーチに就任し高橋真一郎新監督の下で菅野孝憲、南雄太らを指導した。2011年、チームスタッフとして同クラブ、リーグ優勝の場に立ち会う。
2013年、ヴィッセル神戸のゴールキーパーコーチに就任。2014年12月12日、ヴィッセル神戸のゴールキーパーコーチから退任することが発表された。
2015年2月から、浜松開誠館高等学校のGKコーチを務め、翌年の2016年は、タイ・プレミアリーグのタイ・ポートFCのGKコーチを務めた。
2017年からはJ3の藤枝MYFCのGKコーチに就任直後、開幕前にGKの佐藤隼が負傷離脱し、所属GKが2人になったため、負傷や退場などによるGK不在という最悪のケースを防ぐためにGKコーチだったシジマールがサポート役として現役復帰することになり、3月31日にJリーグに選手登録され、実に22年ぶりに選手として復帰することになった。4月16日のJ3・グルージャ盛岡戦で控えGKとしてベンチ入りを果たした後、4月28日に選手登録を抹消。
2018年、藤枝MYFCのヘッドコーチに就任した。その後、再びGKコーチとなり2022年に退団。
2023年、ヴィッセル神戸のGKコーチに約8年ぶりに就任した。2024年12月12日、退任を発表。

## 人物
身長は183cmだが、両腕を広げた際の長さは193cmである。
名前の由来は、兄のシジネイと、出生当時のブラジル代表GKジウマールから名付けられた。
テレビ番組『やべっちFC』に番組専属ゴールキーパーとして度々出演し、宮本恒靖とのフットサル対決や中村俊輔とのフリーキック対決などで活躍を見せている。
2006年に結婚した妻のホザンジェラ・岩瀬・マルチンスは1990年に来日した日系ブラジル人で、浜松を中心に大学、市民講座などでポルトガル語の教師を務めている。シジマール自身も流暢な日本語を話す。
2013年、クラブ100週年を記念してファンとジャーナリストの投票により選定されたキンゼ・デ・ピラシカーバの歴代ベストイレブンに選ばれた。
2013年、Jリーグ20週年を記念してJリーグが実施したJクロニクルベストにて、サポーター投票により川口能活、楢﨑正剛に次ぎ歴代ベストイレブンGK部門の3位となった。
2019年に雑誌Numberのアンケートで、これまでJリーグでプレーした最強の外国人GK部門で第1位に選ばれた。

## 過去の出演番組
- やべっちFC〜日本サッカー応援宣言〜（テレビ朝日、2007年7月1日）
- ガレッジ×ビレッジvsキンコンヒルズ まとめてゴールデンやっちゃえよSP（テレビ東京、2008年3月28日）
- ピラメキーノ（テレビ東京、2011年4月4日 - 4月8日）
- VS嵐（フジテレビ、2017年2月2日）[26]
- ピエール瀧のしょんないTV(静岡朝日テレビ、2017年8月25日)
- バックキングカム宮殿(静岡第一テレビ、2018年2月24日)

## 所属クラブ
- 1976年 - 1978年  サンパウロFC
- 1979年 - 1983年  グアラニFC
- 1984年 - 1988年  ECキンゼ・デ・ノヴェンブロ
- 1988年  ECバイーア
- 1989年 - 1990年  アソシアソン・ポルトゥゲーザ・ジ・デスポルトス
- 1991年 - 1992年  グレミオFBPA
- 1992年 - 1993年  ECキンゼ・デ・ノヴェンブロ
- 1993年7月 - 1994年  清水エスパルス
- 1995年  ECキンゼ・デ・ノヴェンブロ
- 1995年2月 - 同年9月  清水エスパルス
- 2017年3月 - 同年4月  藤枝MYFC

## 個人成績
| 国内大会個人成績 | 国内大会個人成績 | 国内大会個人成績 | 国内大会個人成績 | 国内大会個人成績 | 国内大会個人成績 | 国内大会個人成績 | 国内大会個人成績 | 国内大会個人成績 | 国内大会個人成績 | 国内大会個人成績 | 国内大会個人成績 |
| 年度             | クラブ           | 背番号           | リーグ           | リーグ戦         | リーグ戦         | リーグ杯         | リーグ杯         | オープン杯       | オープン杯       | 期間通算         | 期間通算         |
| 年度             | クラブ           | 背番号           | リーグ           | 出場             | 得点             | 出場             | 得点             | 出場             | 得点             | 出場             | 得点             |
| 日本             | 日本             | 日本             | 日本             | リーグ戦         | リーグ戦         | リーグ杯         | リーグ杯         | 天皇杯           | 天皇杯           | 期間通算         | 期間通算         |
| ---------------- | ---------------- | ---------------- | ---------------- | ---------------- | ---------------- | ---------------- | ---------------- | ---------------- | ---------------- | ---------------- | ---------------- |
| 1993             | 清水             | -                | J                | 17               | 0                | 6                | 0                | 4                | 0                | 27               | 0                |
| 1994             | 清水             | -                | J                | 30               | 0                | 1                | 0                | 0                | 0                | 31               | 0                |
| 1995             | 清水             | -                | J                | 14               | 0                | -                | -                | -                | -                | 14               | 0                |
| 2017             | 藤枝             | 44               | J3               | 0                | 0                | -                | -                | -                | -                | 0                | 0                |
| 通算             | 日本             | 日本             | J                | 61               | 0                | 7                | 0                | 4                | 0                | 72               | 0                |
| 通算             | 日本             | 日本             | J3               | 0                | 0                | -                | -                | -                | -                | 0                | 0                |
| 総通算           | 総通算           | 総通算           | 総通算           | 61               | 0                | 7                | 0                | 4                | 0                | 72               | 0                |

- Jリーグ初出場 - 1993年7月31日 J NICOSシリーズ 第2節 サンフレッチェ広島F.C戦（清水市日本平運動公園球技場）

## 指導歴
- 1997年 -  現在  プーマ・サッカー・アカデミー GKコーチ
- 1998年 - 1999年  ECキンゼ・デ・ノヴェンブロ GKコーチ
- 1999年 - 2000年  ECキンゼ・デ・ノヴェンブロ 監督
- 2000年 - 2002年  ニッチカ・サッカースクール 代表
- 2003年4月 - 2006年3月  国際開洋第一高等学校 監督
- 2006年9月 - 2007年12月  VOLARE FC 監督
- 2007年10月 - 2009年2月  大阪学院大学 GKコーチ
- 2008年1月 - 2011年  ヴォラーレFC浜松 テクニカルアドバイザー
- 2009年6月 - 2011年  ヴォラーレ代表取締役[27]
- 2009年 - 2012年  柏レイソル GKコーチ
- 2013年 - 2014年  ヴィッセル神戸 GKコーチ
- 2015年2月 - 2016年  浜松開誠館高等学校 GKコーチ
- 2016年1月 - 2016年11月  タイ・ポートFC GKコーチ
- 2017年 - 2022年  藤枝MYFC
  - 2017年 GKコーチ
  - 2018年 ヘッドコーチ
  - 2019年 - 2022年 GKコーチ
- 2023年 - 2024年  ヴィッセル神戸 GKコーチ